# Södregöl (Hjortsberga socken, Blekinge)
Södregöl är en sjö i Ronneby kommun i Blekinge och ingår i Nättrabyån-Ronnebyåns kustområde. Sjön är 8,1 meter djup, har en yta på 0,0859 kvadratkilometer och befinner sig 68 meter över havet.

## Delavrinningsområde
Södregöl ingår i det delavrinningsområde (622903-146905) som SMHI kallar för Mynnar i havet. Medelhöjden är 44 meter över havet och ytan är 51,59 kvadratkilometer. Det finns inga avrinningsområden uppströms utan avrinningsområdet är högsta punkten. Avrinningsområdets utflöde Angelån mynnar i havet. Avrinningsområdet består mestadels av skog (58 %), öppen mark (12 %) och jordbruk (21 %). Avrinningsområdet har 0,87 kvadratkilometer vattenytor vilket ger det en sjöprocent på 1,7 %. Bebyggelsen i området täcker en yta av 2,34 kvadratkilometer eller 5 % av avrinningsområdet.